# ابق حيا
ابق حيا (بالإنجليزية: Stay Alive)‏ هو فيلم رعب تم إنتاجه في الولايات المتحدة وصدر في سنة 2006. من بطولة ساماير أرمسترونج وفرانكي مونيز وجيمي سيمبسون وميلو فينتميليا وصوفيا بوش.

## القصة
يدور الفيلم حول لعبة فيديو باسم ابقى حيًّا. تقوم تلك اللعبة على أسطورة إليزابيث بيثوري الشهيرة. حيث أن كل من يلعب اللعبة ويخسر، يموت في الحقيقة بنفس الطريقة التي مات بها في اللعبة.وقد بدأت أحداث الفيلم في مقهى أنترنت، حيث يلعب شحص ما اللعبة ثم يخسر فيموت، بعد ذلك يبدأ صديق الضحية مع 5 من أصدقائه بلعب اللعبة ويموتون واحدا واحد إلى أن يدركوا حقيقة اللعبة وطريقة التخلص منها فيبدأون بالعمل.

## الميزانية والإيرادات
بلغت تكلفة إنتاج الفيلم حوالي 9 ملايين دولار بينما حقق إيرادات تقدر بـ 27.1 مليون دولار.

## وصلات خارجية
- ابق حيا على موقع IMDb (الإنجليزية)
- ابق حيا على موقع روتن توميتوز (الإنجليزية)
- ابق حيا على موقع نتفليكس (الإنجليزية)
- ابق حيا على موقع قاعدة بيانات الأفلام العربية
- ابق حيا على موقع ألو سيني (الفرنسية)
- ابق حيا على موقع Turner Classic Movies (الإنجليزية)
- ابق حيا على موقع أول موفي (الإنجليزية)
- ابق حيا على موقع بوكس أوفيس موجو (الإنجليزية)
- ابق حيا على موقع فيلمافينيتي (الإسبانية)
- ابق حيا على موقع قاعدة بيانات الأفلام السويدية (السويدية)